# Xian de Xide
Le xian de Xide (喜德县 ; pinyin : Xǐdé Xiàn) est un district administratif de la province du Sichuan en Chine. Il est placé sous la juridiction de la préfecture autonome yi de Liangshan.

## Démographie
La population du district était de 129 176 habitants en 1999.